# Вино на святі Святого Мартина
«Вино на святі Святого Мартина» (нід. De Wijn van het Sint-Maartensfeest) — найбільша з відомих на сьогодні картин фламандського художника Пітера Брейгеля Старшого. Написана у 1565 році, наразі перебуває у зібранні музею Прадо, де в 2010 році підтвердили приналежність картини пензлю Брейгеля.
На картині зображено сцену із селянського життя — святкування дня Святого Мартина, що відзначається 11 листопада, на якому за традицією люди дегустують перше вино врожаю цього сезону.
«Вино на святі Святого Мартина» — одна з небагатьох уцілілих робіт, виконаних на льоні. До моменту реставрації на початку 2000-х років стан картини залишав бажати кращого, зокрема, це пов'язано із крихкістю техніки і матеріалу, проблемного для довгого зберігання.
У 2010 році фахівці музею Прадо підтвердили справжність і авторство картини, дослідження рентгеном дозволило виявити фрагменти підпису Брейгеля; раніше музей придбав картину за меншу вартість, ніж вона могла б бути за наявності підтвердженого авторства. Сюжет картини відповідає задокументуваному опису роботи, що зберігалася в особняку роду Гонзага на початку XVII століття, проте, підтвердити це напевно не можна; так, у Музеї історії мистецтв у Відні зберігається схожа картина, що зображає святкування дня Святого Мартина. Існує документальне підтвердження того, що картина перебувала в колекції IX Герцога Медінаселі Луїса Франсіско де ла Серда і Арагона.